# Atopsyche janethae
Atopsyche janethae är en nattsländeart som beskrevs av Harper och Turcotte 1985. Atopsyche janethae ingår i släktet Atopsyche och familjen Hydrobiosidae. Inga underarter finns listade i Catalogue of Life.